# Der Umblätterer
Der Umblätterer ist ein Onlinemagazin für Literatur und Kultur, das von deutschen, französischen und schweizerischen Autoren und Journalisten betrieben wird. Von 2005 bis 2015 vergab der Umblätterer jährlich einen Preis namens Der Goldene Maulwurf für die zehn besten Artikel aus dem deutschsprachigen Feuilleton des vergangenen Jahres.

## Geschichte
Der Umblätterer setzt sich kritisch mit der Kulturberichterstattung deutscher und europäischer Zeitungen auseinander. Stilistisch orientieren sich die Texte an journalistischen Formen der 1920er Jahre (Vertreter wie Walter Benjamin, Franz Hessel, Kurt Tucholsky) und an der Popliteratur (Zusammenstellung von Listen, ständiger Wechsel zwischen Hoch- und Populärkultur). Die Autoren berichten vor allem aus Leipzig, Berlin, Hamburg, Paris, London, Barcelona, St. Petersburg und Konstanz.
Im Jahr 2010 wurde der Umblätterer für den Grimme Online Award nominiert.

## Themen
Einige beispielhafte Rubriken sind:
- Regionalzeitung, eine Sammlung journalistischer Floskeln
- Vossianische Antonomasie, eine Sammlung von Beinamen für Prominente
- Kaffeehaus des Monats
- 100-Seiten-Bücher, die Zusammenstellung eines „Kanons kurzer Bücher“, der auf Vorüberlegungen von Arno Schmidt, Hans Magnus Enzensberger und Italo Calvino und Methoden der quantitativen Literaturwissenschaft basiert[2]
- lexikonartige Reihen zu den Filmen von Joel und Ethan Coen, amerikanischen Fernsehserien wie Lost und Curb Your Enthusiasm oder das Spiegel-Online-Videoblog von Matthias Matussek.

## Der Goldene Maulwurf
Von 2005 bis 2015 vergab Der Umblätterer zu Jahresbeginn den „Goldenen Maulwurf“, einen Feuilleton-Preis für die zehn besten Artikel des vergangenen Jahres. Der „Goldene Maulwurf“ wurde in der österreichischen Tageszeitung Die Presse als „Oscar Night“ des Feuilletons bezeichnet.
Die erstplatzierten Preisträger:
| Jahr | Journalist/in       | Titel des ausgezeichneten Artikels      | Publikationsort                        |
| ---- | ------------------- | --------------------------------------- | -------------------------------------- |
| 2005 | Stephan Maus        | Beim nächsten Glas wird alles besser    | Süddeutsche Zeitung                    |
| 2006 | Mariusz Szczygieł   | Das Handwerk des Lebens                 | Die Presse                             |
| 2007 | Renate Meinhof      | Parkett links, Reihe 16, Platz 9        | Süddeutsche Zeitung                    |
| 2008 | Iris Radisch        | Am Anfang steht ein Missverständnis     | Die Zeit                               |
| 2009 | Maxim Biller        | Deutsche deprimierende Republik         | Frankfurter Allgemeine Sonntagszeitung |
| 2010 | Christopher Schmidt | Papalapapp                              | Süddeutsche Zeitung                    |
| 2011 | Marcus Jauer        | Tor in Fukushima!                       | Frankfurter Allgemeine Zeitung         |
| 2012 | Volker Weidermann   | Wo wäre Günter Grass ohne Griechenland? | Frankfurter Allgemeine Sonntagszeitung |
| 2013 | Özlem Gezer         | Die Liebe seines Lebens                 | Der Spiegel                            |
| 2014 | Edwin Baumgartner   | Späte Kriegsgewinnler                   | Wiener Zeitung                         |
| 2015 | Fabian Wolff        | Oh, Tolstoi ist im Fernsehen            | Zeit Online                            |

Auf der Umblätterer-Website werden alle zehn Preisträger des jeweiligen Jahres angegeben, zusammen mit einer Würdigung ihrer Artikel.

## Schriftenreihe
Seit 2017 erscheint im Verlag Ille & Riemer die Schriftenreihe Schriften des Umblätterers, die auf Beiträgen der Autoren beruht. Bisher erschienenen sind:
- André Seelmann: Abenteuer im Kaffeehaus. Mit einem Vorwort von Frank Fischer. Herausgegeben von Frank Fischer, Andreas Vogel und Joseph Wälzholz. Im Anhang enthalten ist ein Briefwechsel mit David Woodard (=Schriften des Umblätterers, Band 1) Verlag Ille & Riemer, Leipzig und Weißenfels, 2017, ISBN 978-3-95420-018-4.
- Frank Fischer, Joseph Wälzholz: 100 Superste 100-Seiten-Bücher. Mit einem Vorwort von Frank Fischer. Herausgegeben von Frank Fischer und Andreas Vogel (=Schriften des Umblätterers, Band 2) Verlag Ille & Riemer, Leipzig und Weißenfels, 2023, ISBN 978-3-95420-057-3.